# Phyllonycterinae
Sous-famille
Les Phyllonycterinae sont une sous-famille de mammifères chiroptères (chauves-souris) de la famille des Phyllostomidae. Elle est désormais considérée comme invalide par l'ITIS et synonyme de Glossophaginae.

## Liste desgenres
- genre Erophylla Miller, 1906
- genre Phyllonycteris Gundlach, 1860